# 聖文生角海戰 (1797年)
聖文生角海戰（Battle of Cape St Vincent）發生於1797年2月14日，當日英國皇家海軍艦隊在約翰·查維斯爵士（Sir John Jervis，後為聖文生伯爵）指揮下，於葡萄牙聖文生角對開海域，擊敗規模更大、由何塞·德·科爾多瓦統率的西班牙艦隊。

## 背景
1797年，法國大革命戰爭已經進行至第五個年頭，法蘭西第一共和國已經控制低地地區與義大利北部區域，並準備向奧地利內陸進軍。
雖然英國皇家海軍仍在海上據主導地位，然而法國與西班牙締結第二次聖伊德方索條約，建立了海上同盟後，海軍力量天秤可能會出現傾斜。英國當時擁有144艘戰列艦，法國只擁有69艘，然而加上西班牙的84艘後，艦隊數量將超過英國，因此英國想方設法阻止兩國艦隊會師。
英本土艦隊主要監視停泊在布雷斯特港的法國主力艦隊，地中海艦隊則負責監視法國南部艦隊動向，如今法西已結盟，英國地中海艦隊不得已只能先撤至葡萄牙。地中海艦隊由約翰·查維斯爵士指揮，奉命監視西班牙海軍動向。
1797年2月，一支西班牙商船從馬拉加出發並駛向加的斯，隨行的有27艘戰列艦與數艘護衛艦，這支護航艦隊由何塞·德·科爾多瓦率領，完成護航任務後，將北上布雷斯特與法國海軍會師，屆時英國海軍將會面對數量超過於己的艦隊。此時在密涅瓦號(HMS Minerve)擔任艦長的霍雷肖·納爾遜准將，在地中海上偵查到西班牙艦隊正駛向直布羅陀，於2月11日一路尾隨到加的斯外海，在濃霧掩護下，密涅瓦號並未被西班牙艦隊發現。2天後納爾遜與地中海艦隊會師，並將情報告知了約翰·查維斯爵士，查維斯爵士遂下令前往攔截。

## 戰鬥經過
英軍方面共有15艘戰列艦，約翰·查維斯的旗艦是勝利號，雖然艦齡頗老，但有著100門火砲，火力亦不容小覷；西班牙方面，何塞·德·科爾多瓦上將的旗艦是聖三一號戰列艦，有著130門火砲，是當時火力最強的風帆戰列艦。西班牙共有27艘戰列艦(僅有24艘參與戰事)，其中有7艘配備的火炮數量超過百門。
儘管從帳面數字看，西班牙的艦隊數量與火力皆佔上風，然而英國海軍水手的訓練更為精實，炮手的裝填速度也更快。2月14日黎明時分，英國艦隊分成兩縱隊向南航行，搜索同時希望與敵交戰；西班牙艦隊則在前往加的斯港過程中分散，分為兩個船團往東南東航行，分別是由胡安·華金·莫瑞諾上將率領的5艘戰艦，以及何塞·德·科爾多瓦上將指揮的19艘主力，英國艦隊預計將由北往南通過西班牙船團。
由於先前偵查受到濃霧影響，英軍並不清楚西班牙的艦隊規模，直到西班牙艦隊進入視野，約翰·查維斯收到紛至沓來的戰場彙報，才得知西班牙船隻數量超過於己。約翰·查維斯在甲板上面對各種回報，不耐煩地說道:「夠了! 諸位，事已至此，即便是50艘船，我也一樣將它們消滅掉!」
西班牙艦隊也發現英國艦隊蹤影，連忙將龐大的編隊轉向北面迎擊，倘若約翰·查維斯能在兩支西班牙船團會師前將其逐一擊破，方能打破數量劣勢。約翰·查維斯下令兩支縱隊合而為一，由北向南航行，以切斷兩支西班牙船團的聯繫。上午11時30分左右，英軍由卡洛登號(HMS Culloden)打頭陣，並率先向西班牙主力船團開火，西班牙由於艦隊數量龐大，編隊在轉向過程中，陣型開始散亂，無法發揮自身火力優勢。約翰·查維斯下令船團向北轉向，以保持T字型，方能徹底發揮戰列艦火力，然而轉向過程中，西班牙另一支小船團也在朝英軍靠攏，英國艦隊有被攔腰截斷風險，故英國艦隊盡可能保持密集陣型，不讓西班牙艦隊有穿插的機會。
過程中英軍承受西班牙的猛烈砲火，其中巨像號(HMS Collosus)受損嚴重，在英國的反擊下，西班牙船團最終放棄了穿插的意圖，何塞·德·科爾多瓦開始下令艦隊撤離戰場，試圖與其他艦隊會合。英軍不能眼睜睜看著西班牙艦隊溜走，於是擔任上校號(HMS Captain)艦長的納爾遜採取了大膽的行動，納爾遜認為若維持現有陣型，撤退中的西班牙艦隊將脫離己方火炮射程，約莫下午1時，納爾遜無視了約翰·查維斯的命令，擅自脫離英國艦隊陣型，逕自駛向西班牙主力船團並試圖阻攔其撤退。
屆時上校號將獨自面對6艘西班牙戰列艦，其中包括火力最強的聖三一號戰列艦，上校號在接近過程中，將承受來自西班牙艦隊的無情砲火，眼看納爾遜的豪賭即將失敗，約翰·查維斯下令其他船隻支援上校號，納爾遜大膽的行動最終收到了成效。西班牙數艘戰列艦受損嚴重失去戰力，其中2艘直接降下旗幟以示投降，西班牙艦隊的陣型陷入混亂，兩艘戰艦發生碰撞，納爾遜見機不可失，率軍登艦並相繼俘獲了聖尼古拉斯號與聖荷西號。納爾遜在這場戰鬥中繳獲西班牙軍官投降的配劍太多，以至於他必須先將其交給副官保管。
與此同時西班牙艦隊旗艦聖三一號戰列艦遭到三艘英艦圍攻，船上有近300名船員傷亡，在附近兩艘西班牙戰艦護衛下勉強逃出生天，連同殘餘艦隊前往加的斯港。英國艦隊此時也已精疲力竭無力追擊，於是約翰·查維斯下令剩餘船隻連同俘獲的西班牙戰艦一同集結，聖文生角海戰方告一段落。

## 結果
聖文生角海戰以英國皇家海軍的絕對勝利告終，戰鬥中西班牙方面共有4艘戰列艦被俘，其中有2艘配有百門火砲的一級艦，約有800餘名水手戰死或受傷，近3000人被俘；英國方面僅有73人戰死，227人受傷。為了表彰約翰‧查維斯的戰功，政府以這場海戰為名將其授勳為聖文生伯爵。
聖文生角海戰並非一場真正意義上的殲滅戰，西班牙海軍的主力尚存，然而從戰略上來看仍意義重大，西班牙海軍至此被英國海軍封鎖在加的斯港，意味著西班牙艦隊再也無法與法國艦隊會師，英國海軍的心腹之患就此被消除，英國皇家海軍得以牢牢掌握地中海的制海權，因此當隔年拿破崙發起埃及遠征時，神出鬼沒的英國艦隊成為法國人心中揮之不去的夢魘。